# Trần Lê Quang Tiến
Trần Lê Quang Tiến (sinh năm 2002) là một thần đồng, nghệ sĩ vĩ cầm người Việt Nam.

## Tiểu sử
Trần Lê Quang Tiến sinh ngày 22 tháng 9 năm 2002 tại Hà Nội, Việt Nam trong một gia đình có truyền thống nghệ thuật. Anh là chắt ngoại của nhà văn Nguyễn Tuân, còn ông nội anh là Thượng tướng Trần Văn Quang. Anh từng học piano lúc 5 tuổi, rồi năm 6 tuổi lại chuyển qua violin, nhưng chỉ được nửa năm thì bỏ. Sau đó anh học vẽ và múa, tới lúc 10 tuổi mới quay lại học violin và thi vào Học viện Âm nhạc quốc gia Việt Nam. Anh được nghệ sĩ Bùi Công Duy đào tạo.
Chị gái anh là Trần Lê Bảo Quyên, một nghệ sĩ piano thường xuyên biểu diễn cùng và có ảnh hưởng lớn tới anh.

## Hoạt động
Năm 12 tuổi, chỉ với 2 năm bắt đầu tập lại đàn nhưng Trần Lê Quang Tiến đã giành giải nhất cuộc thi violin quốc tế mang tên Mozart diễn ra tại Thái Lan. Năm 2016, anh đoạt giải nhất cuộc thi violin quốc tế lần thứ 6 tại Kazakhstan. Cùng năm, anh trở thành gương mặt trẻ Thủ đô năm 2016. Ngoài ra, anh còn được chọn là đại diện duy nhất của khoa Dây, cũng là đại diện cho thế hệ trẻ biểu diễn trong buổi Gala chào mừng 60 năm thành lập Học viện Âm nhạc Quốc gia Việt Nam.
Năm 2017, anh đạt Top 8 tại Cuộc thi quốc tế Tchaikovsky cho nghệ sĩ trẻ lần thứ 10 diễn ra tại Kazakhstan. Trong cuộc thi này, anh biểu diễn tác phẩm Bài ca chim ưng của nhạc sĩ Đàm Linh và giành được giải Diploma Special Prize - giải đặc biệt dành cho người biểu diễn tác phẩm thể loại hiện đại tốt nhất. Trong cuộc thi, anh chỉ luyện tập 6 tháng với thầy là Bùi Công Duy để tham gia. Kể từ năm 1997, sau khi nghệ sĩ Bùi Công Duy đoạt giải nhất tại cuộc thi này thì Việt Nam mới có một đại diện có vào bán kết và nhận giải.
Hiện tại anh đang theo học hệ sinh viên trẻ, chuyên ngành violin tại Đại học Âm nhạc và Nghệ thuật Frankfurt, Đức.

## Giải thưởng và chứng nhận
- Giải nhất Cuộc thi Violin quốc tế mang tên Mozart tại Thái Lan (2014)[4]
- Học bổng Toyota (2015)[4]
- Giải nhất cuộc thi Violin quốc tế tại Kazakhstan (2016)[19]
- Gương mặt trẻ Thủ Đô (2016)[20]
- Giải thưởng đặc biệt Trình diễn tác phẩm đương đại xuất sắc nhất tại cuộc thi Tchaikovsky dành cho nghệ sĩ trẻ lần thứ 10 (2017)[21]